# Лема (Мегорское сельское поселение)
Лема — деревня в Вытегорском районе Вологодской области.
Входит в состав Мегорского сельского поселения, с точки зрения административно-территориального деления — в Мегорский сельсовет.
Расположена на берегах реки Лема. Расстояние по автодороге до районного центра Вытегры — 41 км, до центра муниципального образования села Мегра — 3 км. Ближайшие населённые пункты — Верховье, Гора, Ларшина.
По переписи 2002 года население — 40 человек (21 мужчина, 19 женщин). Преобладающая национальность — русские (87 %).
В реестр населённых пунктов в 1999 году была внесена под названием Нижняя Лема. Изменение в реестр внесено в 2001 году.